# Mikkel Plannthin
Mikkel Plannthin (* 31. Dezember 1988 in Gladsaxe) ist ein ehemaliger dänischer Basketballspieler.

## Werdegang
Plannthin spielte als Jugendlicher Basketball in seinem Heimatort Gladsaxe, später ging er als Jugendlicher für ein Jahr an die Hiland High School nach Ohio in die Vereinigten Staaten. Der 1,95 Meter große Guard spielte dann für Stevnsgade in der zweithöchsten dänischen Liga, in der Saison 2008/09 stand er erstmals für die Svendborg Rabbits in Dänemarks höchster Spielklasse Basketligaen auf dem Feld und kam in diesem Spieljahr ebenfalls zu einem Einsatz im Europapokalwettbewerb EuroChallenge. 2010 gewann Plannthin mit der Mannschaft von der Insel Fünen die dänische Meisterschaft. In den folgenden Jahren entwickelte er sich in Svendborg zum Leistungsträger und erreichte im Spieljahr 2012/13 mit 13,6 Punkten je Begegnung den besten Mittelwert seiner Laufbahn in der Liga.
Der Däne verließ 2013 sein Heimatland und wechselte zu BC Prievidza in die Slowakei. Mit der Mannschaft wurde er Vizemeister, in 42 Ligaeinsätzen kam er auf einen Mittelwert von 7,9 Punkten je Begegnung und war mit 60 getroffenen Dreipunktwürfen in dieser Wertung zweitbester Spieler seiner Mannschaft. In der Saison 2014/15 spielte Plannthin zunächst beim schwedischen Erstligisten Eco Örebro (11,5 Punkte/Spiel), im Januar 2015 ging er aus persönlichen Gründen nach Svendborg zurück.
Innerhalb der dänischen Liga wechselte Plannthin im Vorfeld des Spieljahres 2015/16 zu den Bakken Bears. Mit der Mannschaft aus Aarhus sammelte er im FIBA Europe Cup weitere Europapokalerfahrung, in den Landeswettbewerben wurde er mit Bakken dänischer Pokalsieger und Vizemeister. Plannthin ging 2016 nach Svendborg zurück und war bis zu seinem Rücktritt als Leistungssportler 2021 Leistungsträger der Mannschaft. Neben seiner beruflichen Tätigkeit als Krankengymnast blieb Plannthin, der 26 Länderspiele für Dänemarks Herrennationalmannschaft bestritt, den Svendborgern auf der Steuerungsebene erhalten, um sich in die Ausarbeitung eines Entwurfs der langfristigen Nachwuchsarbeit des Vereins einzubringen.